# Josef Frühwirth
Josef Frühwirth (Vienna, 29 maggio 1906 – 18 gennaio 1944) è stato un calciatore austriaco, di ruolo attaccante.

## Carriera

### Club
Ha giocato nel campionato austriaco e lussemburghese.

### Nazionale
Ha collezionato 1 presenza con la Nazionale austriaca.

## Palmarès

### Club

#### Competizioni regionali
- Campionato della Stiria: 1

Sturm Graz: 1936-1937
- Coppa della Stiria: 1

Sturm Graz: 1936-1937

#### Competizioni nazionali
- Campionato austriaco: 2

Rapid Vienna: 1928-1929, 1929-1930
- Campionato lussemburghese: 1

Spora Luxembourg: 1937-1938

#### Competizioni internazionali
- Coppa dell'Europa Centrale: 1

Rapid Vienna: 1930